# Der Pornograph (Film)
Der Pornograph (Originaltitel: Le pornographe) ist ein französisch-kanadisches Filmdrama des Regisseurs Bertrand Bonello aus dem Jahr 2001. Vor dem Hintergrund einer Pornofilmproduktion thematisiert der Film im Film die Selbstreflexion eines alternden Regisseurs. Der Film inszeniert pornografische Elemente, ist allerdings weder ein Sexfilm noch ein Pornofilm.

## Handlung
Regisseur Jacques Laurent hatte sich in jungen Jahren als Produzent von Pornofilmen einen Namen gemacht und dabei Maßstäbe gesetzt. Nach etwa 10 Jahren und 40 Filmen beendete er seine Karriere aus Rücksicht auf seine Familie. Nun, 20 Jahre später, steht er aus finanziellen Gründen wieder hinter der Kamera. Aber die Zeiten haben sich geändert. Jacques’ künstlerische Ambitionen kollidieren nach und nach mit der Geldnot der Produktion und den pragmatischen Vorstellungen der Filmcrew, mit möglichst wenig Aufwand einen billigen Pornofilm zu drehen, der die gängigen Erwartungen des Zuschauers bedient. Letztendlich werden Jacques’ Ideen und Vorgaben einfach ignoriert, was er mit äußerer Gelassenheit zur Kenntnis nimmt, als ob es ihm egal sei.
Nach etwa 30 Minuten wechselt die Handlung von den Dreharbeiten zu Jacques’ erwachsenem Sohn Joseph. Joseph verachtet seinen Vater für dessen Beruf und hat den Kontakt zu ihm weitgehend abgebrochen. Nun treffen sich Vater und Sohn wieder und beginnen eine Aussprache. Joseph wird als politischer Aktivist dargestellt, für den Schweigen die höchste Protestform ist. Jedoch wird er zudem als ein widersprüchlicher Mensch inszeniert. Entgegen seinen revolutionären Ansichten möchte er seine Freundin Monika heiraten. Auf das von ihm geforderte Schweigen – als Protestnote – reagiert er aggressiv. Er sieht sich einen von seinem Vater produzierten Film an.
Jacques resigniert bei den Dreharbeiten, setzt sie aber fort. Nach etwa 60 Minuten nimmt der Film einen neuen Handlungsfaden auf, als Jacques unvermutet versucht, seinem Leben eine neue Richtung zu geben. Er offenbart seiner Frau Jeanne, dass er sich aus Rücksicht vor ihr von ihr trennen wird. Die Gründe für diesen Schritt sind ihm selbst unklar. Er plant, ein Haus zu bauen, und isoliert sich zunehmend.
Im weiteren Verlauf folgen Handlungssequenzen, die nicht weiter thematisiert werden:
- Aus einer Laune heraus verfolgt Jacques eine ihm vollkommen unbekannte Frau bis in ihre Wohnung, hält sich dort für ein paar Minuten auf und geht wieder.
- Monika, Josephs Freundin, wird schwanger. Sie haben sich wenig zu sagen. Joseph wird in einer längeren Tanzszene dargestellt.
- Eine kurze, in schwarzweiß gedrehte Szene aus einem alten Stummfilm wird eingeblendet.

Gegen Ende des Filmes gibt Jacques der Journalistin Olivia ein längeres Interview. Er beschreibt seinen Werdegang als Regisseur, erläutert die Pornoproduktion als politischen Protest und resümiert ihr gegenüber: Nicht meine Filme sind obszön, sondern Ihre Fragen.
In der letzten Szene des Filmes liegt Jacques resignierend in einem abgedunkelten Raum allein auf einem Bett.

## Szenische Details
Auf die Frage seiner Frau Jeanne nach dem Pornodreh antwortet Jacques trocken: Das ist wie Fahrrad fahren. Das verlernt man nicht.
Die Szene, in der eine Frau durch einen Wald irrt, unterbrochen von Einblendungen antiker Skulpturen, erinnert an den Film Das Biest von Walerian Borowczyk.
Ob die Sequenz mit Monika, Joseph und einer Schafherde auf einer Lichtung als eine Hommage an den Film Caligula von Tinto Brass zu werten ist, obliegt dem Auge des Betrachters.

## Kritik
Der Fernsehsender 3sat kommentiert: „Der Pornograph stellt auf meisterhafter Weise hintergründige Fragen nach Liebe, Entfremdung und dem Ergebnis der Aufklärung.“
Das Nachrichtenmagazin Der Spiegel resümiert: „Bonello hat einen provokanten, ruhigen, poetischen, aber auch zähen Film gedreht.“
Laut Tageszeitung taz ist der Film „ein bizarrer Rückblick auf die Sexfilmindustrie“.

## Auszeichnungen (Auswahl)
Die Produktion wurde international nominiert und ausgezeichnet. Bei den Internationalen Filmfestspielen von Cannes gewannen Regisseur Bertrand Bonello und Hauptdarsteller Jean-Pierre Léaud im Jahr 2001 den FIPRESCI-Preis.